# Centrorhynchus milvus
Centrorhynchus milvus är en hakmaskart som beskrevs av Ward 1956. Centrorhynchus milvus ingår i släktet Centrorhynchus och familjen Centrorhynchidae. Inga underarter finns listade i Catalogue of Life.